# タトラ・T87

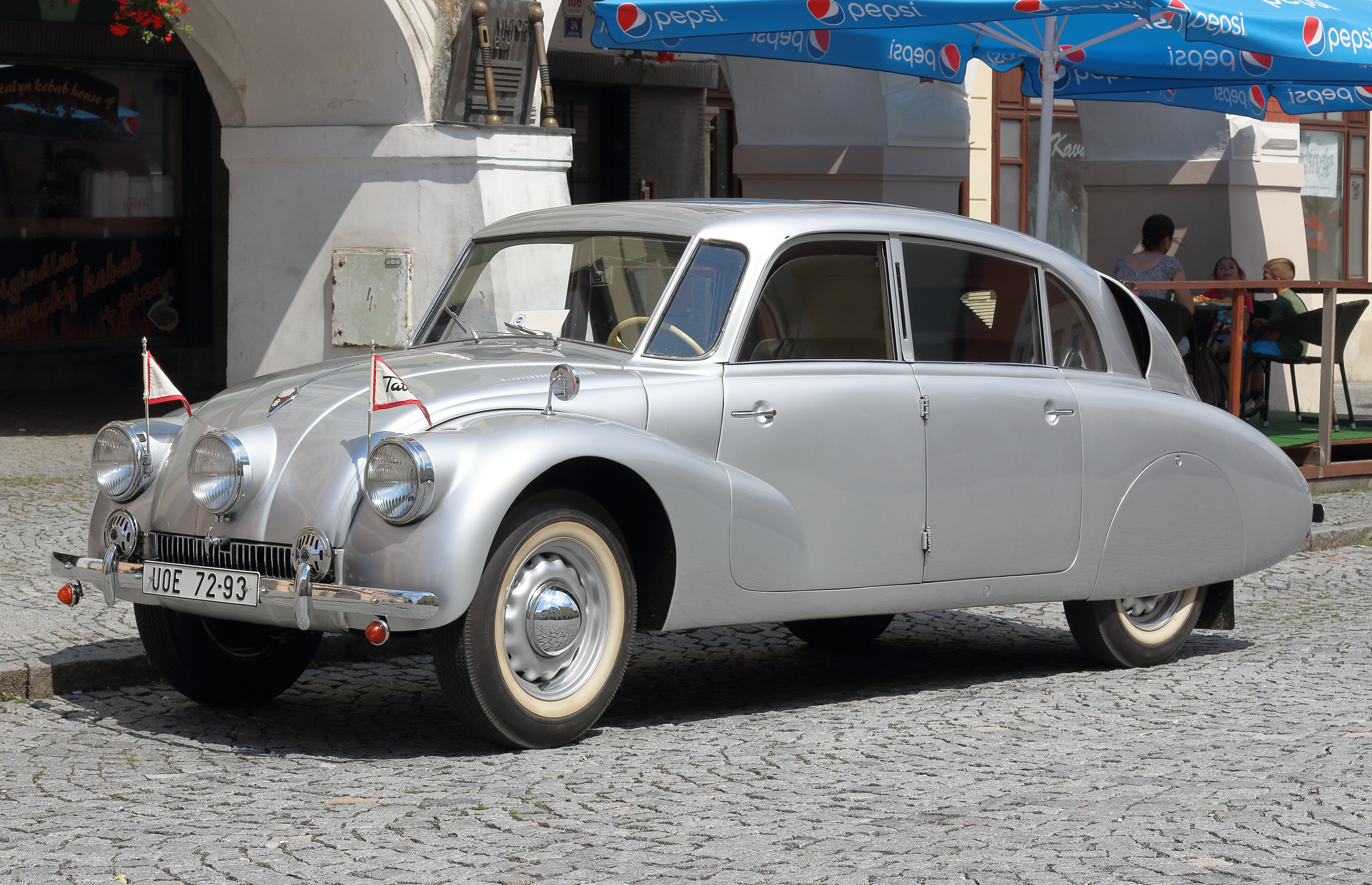
タトラ87

タトラ 87は、タトラの乗用車。アウトバーンでスピードが出せ、しかも操作性に優れていたため第二次世界大戦中のドイツ軍将校に絶賛されていた。
2.9リットル空冷90度V型8気筒エンジンで85馬力を出力。95mph（約152km/h）近くまでスピードがだせた。ナチス・ドイツの軍需相フリッツ・トート曰く、「87はアウトバーン専用車だ」。